# Station L'Isle-sur-le-Doubs
Station L'Isle-sur-le-Doubs is een spoorwegstation in de Franse gemeente L'Isle sur le Doubs.